# Hard rock
Hard rock (sau heavy rock) este un subgen al muzicii rock, apărut în anii 1960 din garage rock, blues rock și psychedelic rock. Este caracterizat prin utilizarea de vocal agresiv, folosirea excesivă a chitarelor electrice distorsionate, a chitarei bas și a bateriei. Termenul "hard rock" este adesea folosit pentru a descrie unele genuri muzicale precum punk și heavy metal pentru a le deosebi de celelalte forme de rock "mai ușoare", precum pop rock.